# Dygnet Runt
Dygnet Runt är en gratistidning och webbplats för och om Öresundsregionen och som ges ut av Sydsvenska Dagbladet. Dygnet Runt bevakar nöjes-, kultur- och kroglivet i Malmö, Lund och Köpenhamn, den startades 1984. 
2004 upphörde tidningen som gratistidning i Malmö och Lund och distribuerades bara med morgontidningen Sydsvenska Dagbladet. Sedan 2006 finns tidningen åter på stan men distribueras inte längre inbladad till morgontidningens prenumeranter.
I samband med distributionsförändringarna 2006 ändrade man också formen, utökade redaktionen och introducerade en egen webbplats. Dygnet Runts blogg dyngan.se startade något tidigare.